# Gareth Bale
Gareth Frank Bale (Cardiff, 1989. július 16. –) walesi válogatott labdarúgó, aki pályafutása során játszott a Southampton, Tottenham Hotspur, a Real Madrid és a Los Angeles FC csapatában is. 2023 januárjában vonult vissza a labdarúgástól.
A Real Madrid 2013-ban 101 millió eurót fizetett érte a Tottenhamnek, ezzel akkor minden idők legdrágább játékosának számított. Megelőzi volt csapattársát, Cristiano Ronaldót is, akiért 94 millió eurót fizettek ki 2009-ben.
Híres remek rúgótechnikájáról, szabadrúgásairól és sebességéről. Utóbbi már gyermekkorában is kitűnt, 14 évesen 11,4 másodperc alatt futotta a 100 métert. Felnőtt karrierjét a Southamptonban kezdte meg 2006-ban, még balhátvédként, de már ekkor is jó szabadrúgáslövőnek számított. Többször változott már a posztja a csapataiban. 2007-ben 7 millió fontért szerződött a Tottenham Hotspurhöz, és eleinte itt is bal oldali védőként szerepelt. Később játszott középpályásként, majd bal- és jobbszélsőként is szerepelt.
Eddigi legsikeresebb idénye a 2012–13-as volt, amikor 21 gólt szerzett az angol bajnokságban.
2011-ben és 2013-ban is az év legjobb játékosának választották Angliában. Ugyanezekben az években az UEFA év csapatába is bekerült. A Real Madriddal legnagyobb sikere az UEFA-bajnokok ligája győzelem 2014-ben, 2016-ban, 2017-ben és 2018-ban de Spanyol kupát is nyert már csapatával. Hazája kétségkívül legnépszerűbb játékosának számít, 2010 és 2016 között a 2012-es év kivételével mindig őt választották az év legjobb walesi játékosának.
Walesi csúcstartó, hiszen 2006-ban 16 évesen és 315 naposan debütálhatott a nemzeti csapatban. Túl van már a 100 válogatottságon, ezeken a meccseken 36 gólt szerzett. A 2016-os Európa-bajnokság selejtezőiben sikerült elérnie azt, amit korábban Ian Rushnak, Mark Hughesnak, vagy éppen Ryan Giggsnek nem: kijutnia Walesszel az Európa-bajnokságra. Ebben kulcsszerepet vállalt, 7 gólt szerzett a selejtezősorozatban. Magán az Eb tornán 3 gólt lőtt, és holtversenyes bronzérmet szerzett csapatával.

## Gyermekkora
Gareth Bale 1989. július 16-án született Cardiff városában. Az általános iskolát Whitchurchben, Cardiff peremvárosában végezte. Középiskolába pedig már a fővárosba járt. Még kilencéves korában figyelt fel rá először a Southampton, egy évvel később pedig már ott focizott. Ám az első klubja az amatőr Cardiff Civil Service FC volt. Az iskolákban többek között kortársával, a jelenleg rögbijátékos Sam Warburtonnel rögbizett, és jégkorongozott a foci mellett. Atletikusságával kitűnt a többiek közül. 14 évesen a 100 métert 11,4 másodperc alatt, az 1500 métert 4 perc 8 másodperc alatt pedig futotta le. Labdarúgó-tehetsége a tanároknak is feltűnt. Nagybátyjától, Chris Piketól is tanulhatott, aki korábban a Fulhamben és Cardiff Cityben is játszott csatárként. 2005-ben hagyta ott a walesi iskolát, egy évvel később pedig már a Sotonban és a válogatottban is bemutatkozhatott.

## Pályafutása

### Southampton
Bale 16 évesen és 275 naposan, 2006. április 17-én debütált a Southamptonban, ezzel ő lett Theo Walcott után a második legfiatalabb játékos a klub történetében. Az egész mérkőzést végigjátszotta a Millwall ellen.
2006. augusztus 6-án szerezte első bajnoki gólját szabadrúgásból a Derby County ellen, amivel 1–1-re alakította az állást. A végeredmény 2–2 lett a Pride Parkban. A következő gólját a Coventry City ellen szerezte ugyancsak szabadrúgásból a St. Mary's-ben, a Southampton második meccsén a 2006–07-es szezonban. Bale még híresebb lett, mint pontrúgás specialista, amikor a West Bromwich Albion ellen is betalált szabadrúgásból. 2006. december 16-ára Bale góljainak száma ötre emelkedett, a Sunderland ellen egyenlítő találatot jegyzett. A Hull City ellen idegenben és a Norwich City ellen hazai pályán pedig, már-már szokás szerint szabadrúgásból volt eredményes.
Első profi játékosként eltöltött szezonjában megválasztották a Football League Év fiatal játékosának 2007. március 4-én.
Utolsó mérkőzése a Southamptonban a másodosztályú rájátszás elődöntőjének első mérkőzése volt a Derby County ellen 2007. május 12-én. A második félidőben Bale megsérült, ami miatt ki kellett hagynia a második mérkőzést. Összesen 45-ször lépett pályára a csapatban és 5 gólt szerzett.

### Tottenham Hotspur
Bale 2007. május 25-én lett az élvonalbeli Tottenham Hotspur játékosa. Négyéves szerződést írt alá a londoni klubnál 5 millió font ellenében, ami 10 millióra is emelkedhetett.

#### 2007 és 2009 között

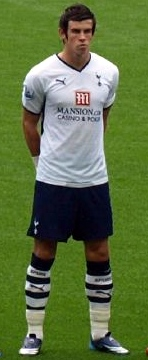
Gareth Bale a Tottenham mezében

Első mérkőzését a Spursben a St. Patrick's Athletic elleni barátságos meccsen játszotta 2007. július 12-én, de a 80. percben lecserélték. Első tétmérkőzése a Manchester United elleni idegenbeli bajnoki volt 2007. augusztus 26-án. Bale lenyűgöző játékkal mutatkozott be a Premier League-ben.
Második bajnokiján, 2007. szeptember 1-jén megszerezte első gólját a Fulham ellen. A végeredmény 3–3 lett. Ezután a rivális Arsenal ellen volt eredményes az észak-londoni derbin (1–3). A gólszerzést folytatta a Ligakupában, a hazai, Middlesbrough elleni mérkőzésen, ezzel már a harmadik góljánál járt négy mérkőzésen. Az UEFA-kupában pedig előkészített egy gólt a ciprusi Anórthoszi Ammohósztu ellen.
Miután a Birmingham City ellen 2007. december 2-án Fabrice Muamba szerelését követően megsérült, lecserélték. Később megállapították, hogy szalagsérülést szenvedett a jobb bokájában. A csapat sportigazgatója, Damien Comolli 2008 februárjában közölte, hogy Balenek a szezon hátralevő részét ki kell hagynia a sérülése miatt.
Bale 2008 augusztusában újabb 4 évre szóló szerződést írt alá a klubnál.

#### 2009–10
2009 júniusában térdsérülést szenvedett, emiatt több hónapos kihagyásra kényszerült. Csak szeptember 26-án tért vissza, a Burnley elleni (5–0) meccsen a 85. percben cserélték be. Nem érezte magát jól a padon, de Benoît Assou-Ekotto jó formában volt, ezért nem volt esélye a kezdőcsapatba kerülésre. Aztán mikor a kameruni megsérült, megnyílt az út Bale előtt, és a Peterborough elleni (4–0) kupameccsen már kezdett. Harry Redknapp vezetőedzőt pedig lenyűgözte játékával. Innentől már a teljesítményének köszönhetően kirobbanthatatlan volt a kezdőcsapatból. Az Arsenal elleni londoni derbin ő szerezte meg a győzelmet érő találatot (2–1). Majd három nappal később a Chelsea ellen is ő döntötte el a három pont sorsát (2–1), és a mérkőzés legjobbjának választották.
2010 áprilisában övé lett a hónap játékosa díj, klubja pedig újabb 4 éves szerződést kötött vele.

#### 2010–11

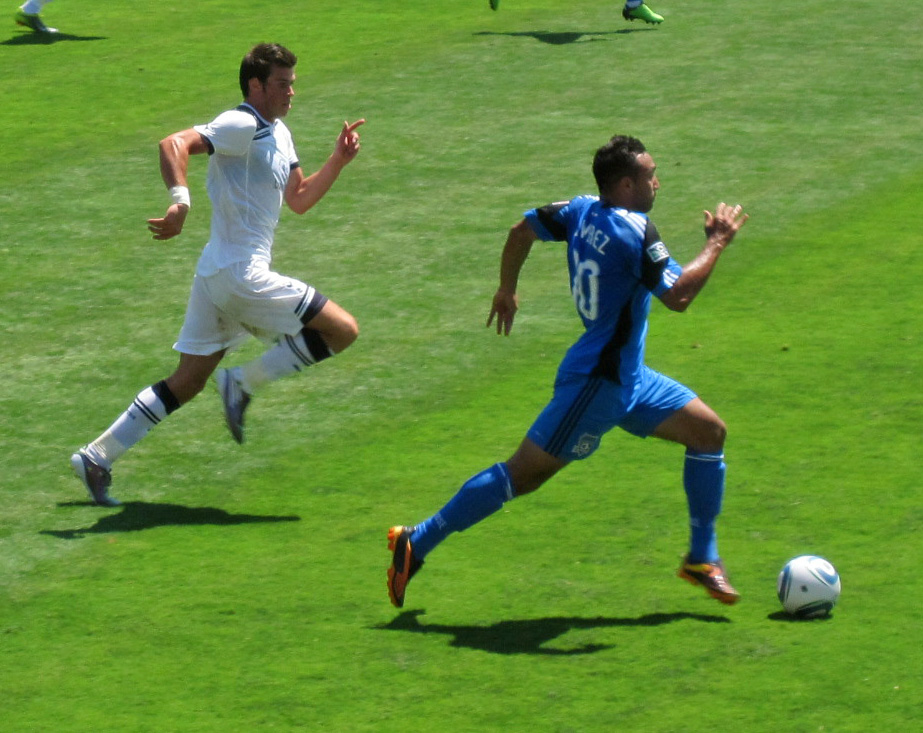
Bale (fehérben) karrierje balhátvédként indult

2010. augusztus 21-én duplázott a Stoke City elleni (2–1) találkozón. A második gólja különösen szép volt, kapásból bombázott a jobb felső sarokba. A BBC ezt a találatot választotta a hónap legszebbjének. Csapatával bejutottak a Bajnokok Ligájába is, ahol a holland Twente ellen (4–1) első BL-gólját is megszerezte. Teljesítménye elismeréseként a walesi szövetség az év játékosának választotta meg.
Bár Assou-Ekotto felépült, Bale bebetonozta magát addigra a kezdőcsapatba. Az Internazionale elleni (3–4) meccsen a San Siróban megszerezte profi pályafutása első mesterhármasát, pechére a csapat így is kikapott. A visszavágón, november 2-án javított a Spurs, és 3–1-re legyőzték a később negyeddöntőig jutó olasz csapatot. Bale és a Spurs szintén a negyeddöntőig jutott, az AC Milan kiejtése (1–0, 0–0) után. Majd a Real Madrid parancsolt nekik megálljt (0–4, 0–1). A walesi szélső négyszer volt eredményes a sorozatban, és holtversenyben a 10. helyen végzett a góllövőlistán. 2010 decemberében elnyerte az év walesi sportemberének járó díjat. Később kijelentette, hogy továbbra is a Tottenhamben szeretne játszani, és annak ellenére írt alá a közelmúltban egy négyéves szerződést, hogy több nagy klub is érdeklődött iránta. 2011-ben, a szezon végén bekerült a bajnokság álomcsapatába, és megkapta a játékosok szervezete által megszavazott Az év labdarúgója díjat. Vagyis a 2010–11-es szezonban őt látták az angol bajnokság legjobbjának.

#### 2011–12
2011. szeptember 24-én a Wigan elleni idegenbeli találkozón szerezte meg szezonbeli első gólját. A mérkőzést a Tottenham nyerte 2–1-re. A Queens Park Rangers elleni hazai, 3–1-es győzelem alkalmával két gólt lőtt, majd a Fulham ellen is megzörgette a hálót. Igaz ez sokak szerint Chris Baird öngólja volt. 2011. december 3-án a Bolton Wanderers ellen (3–0) is a kapuba talált, hogy aztán a Norwich City elleni duplával zárja az évet (2–0).
2012. január 5-én bekerült az UEFA év csapatába, és még ebben a hónapban megválasztották a Premier League-ben a hónap játékosának. A tavalyi évhez hasonlóan idén is tagja lett a bajnokság álomcsapatának. A szezon végén ismét négyéves szerződést írt alá.

#### 2012–13

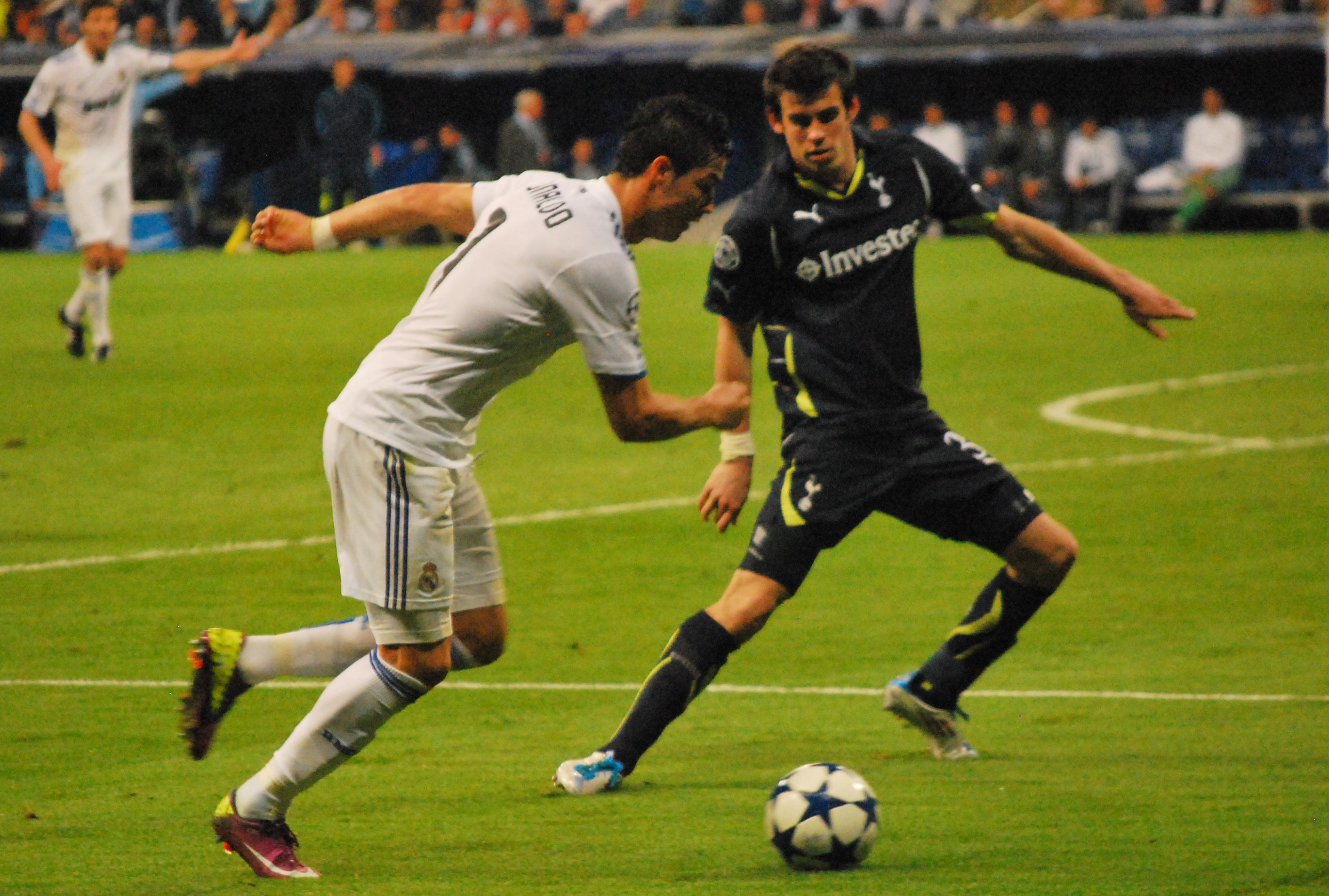
Cristiano Ronaldo ellen

A szezon előtt Bale 3-asról 11-esre változtatta a mezszámát, innentől kezdve már jelenlegi pozíciójában, szélsőként szerepelt. Első gólját a Reading ellen szerezte a szezonban (3–1), majd a Manchester United elleni 3–2-es győzelem alkalmával is betalált, ő szerezte csapata második gólját, a Tottenham pedig 1989 után először tudott nyerni az Old Traffordon. November 28-án a Liverpool ellen megszerezte pályafutása első öngólját. Meglehetősen szerencsétlen gól volt, egy szöglet után egyik csapattársa a gólvonalról vágta ki a labdát, ám kirúgott labdája pont Bale-t találta el, akinek a fejéről a kapuba pattant a labda. Előtte azonban már gólt lőtt, így az ő találata is kellett a győzelemhez (2–1). December 26-án mesterhármast ért el az Aston Villa elleni idegenbeli 4–0-ra megnyert mérkőzésen.
A kupában is gólt szerzett a Coventry City ellen, valamint gólpasszt adott Clint Dempseynek (3–0). Január 30-án a Norwich City ellen (1–1) szenzációs szólógólt lőtt, félpályáról indulva. Ezt követően a West Brom ellen az ő góljával nyerték meg a meccset (1–0). A Newcastle United (2–1), majd a West Ham ellen (3–2) is egyaránt duplázott. Március 3-án az Arsenal elleni londoni derbin ő szerezte meg a vezetést a 2–1-es győzelemmel végződő meccsen, így a legutóbbi 5 bajnoki mérkőzésén Bale mindig betalált, és 7 gólt szerzett.
Az Európa ligában az Olimpique Lyon elleni 2–1-re megnyert meccsen mindkét gólt ő szerezte, és mindkettőt szabadrúgásból. Aztán az Internazionale elleni 3–0-s győzelem alkalmával is a kapuba talált. A walesi játékos februári produkciójának köszönhetően megkapta A hónap játékosa díjat. Januárban és februárban is egyaránt az ő gólját választották meg a hónap legszebb találatának. Április 4-én megsérült a jobb bokája a svájci Basel elleni Európa-liga negyeddöntő első mérkőzésén. Ám mikor visszatért, ott folytatta, ahol abbahagyta: a Manchester City ellen gólt és gólpasszt is jegyzett, a Spurs pedig 3–1-re nyert.
2013. április 28-án megnyerte az ezúttal újságírók által megszavazott Az év labdarúgója díjat, 2011 után ismét (akkor a játékosok szavazták meg), tehát ő lett a szezon legjobb játékosa Angliában. Sőt, az év fiatal játékosának is őt választották, emellett még az FWA Év játékosa díjat is elnyerte. Eddig ezt a három díjat egy szezonon belül Gareth Bale előtt eddig Cristiano Ronaldónak sikerült megnyernie.
Május 4-e különleges nap volt Bale számára. Amellett, hogy megszerezte 20. gólját is a szezonban, lejátszotta 200. tétmérkőzését is a Tottenham-ben, ráadásul korábbi csapata, a Southampton ellen tette meg mindezt. Csapata pedig 1–0-ra nyert. Május 19-én, a zárófordulóban a White Hart Lane-en fogadták a Sunderland csapatát. A walesi szélső ennek a mérkőzésnek úgy ment neki, hogy tudta, valószínűleg ez az utolsó mérkőzése a Spurs-ben. Búcsúzása stílusszerűre sikerült: a 90. percben az ő bombagóljával nyerték meg a meccset 1–0-ra.
A Tottenham-től 203 tétmérkőzés után búcsúzott, ezeken a találkozókon pedig 55 gólt szerzett.

### Real Madrid

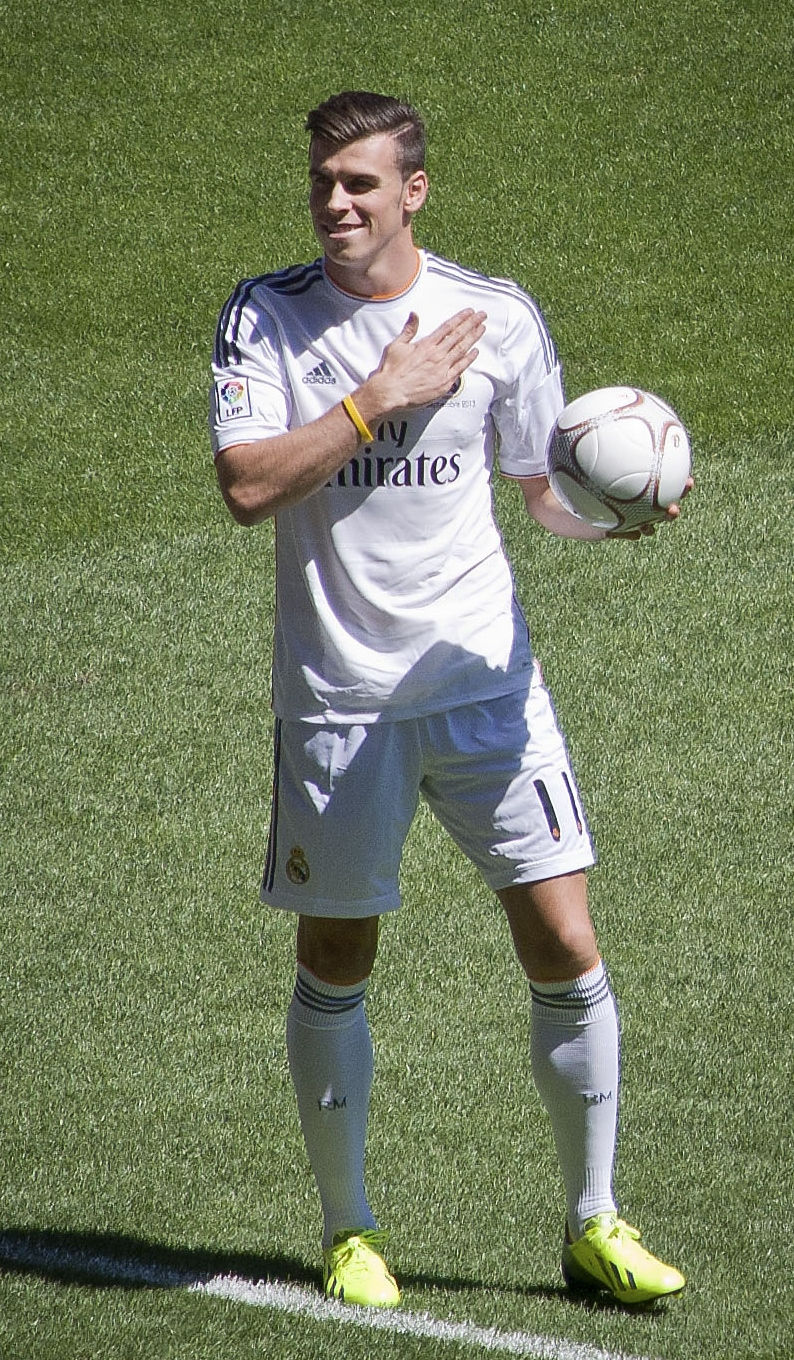
Bale bemutatása 2013 szeptemberében

A Tottenham Hotspur és a Real Madrid 2013. szeptember 1-jén, a nyári átigazolási időszak utolsó napján közösen jelentette be, hogy Bale a spanyol klub játékosa lett. Új klubjával hatéves szerződést kötött, és 91 millió eurót fizettek érte, amivel a világ második legdrágább játékosának számított Cristiano Ronaldo után, akiért 94 millió eurót fizetett a Real Madrid 2009-ben. A Tottenham-ben is használt 11-es mezszámot kapta, korábban olyan játékosok is ezt mezszámot használták Madridban, mint mondjuk a brazil Ronaldo.
2016. január 21-én aztán, a transzfer után több mint 2 évvel kiderült, pontosan mennyiért is váltott klubot Bale. Eszerint a walesi szélsőt 2013-ban 101 millió euróért vásárolta meg a Real Madrid. Ha a klub egyben fizet, 87 millióba került volna, Florentino Pérez klubelnök azonban részletben fizetett, így jött ki ez az összeg, amivel Bale akkor világ legdrágább játékosának számított. Az összeget egy brit lap tudta meg.

#### 2013–14

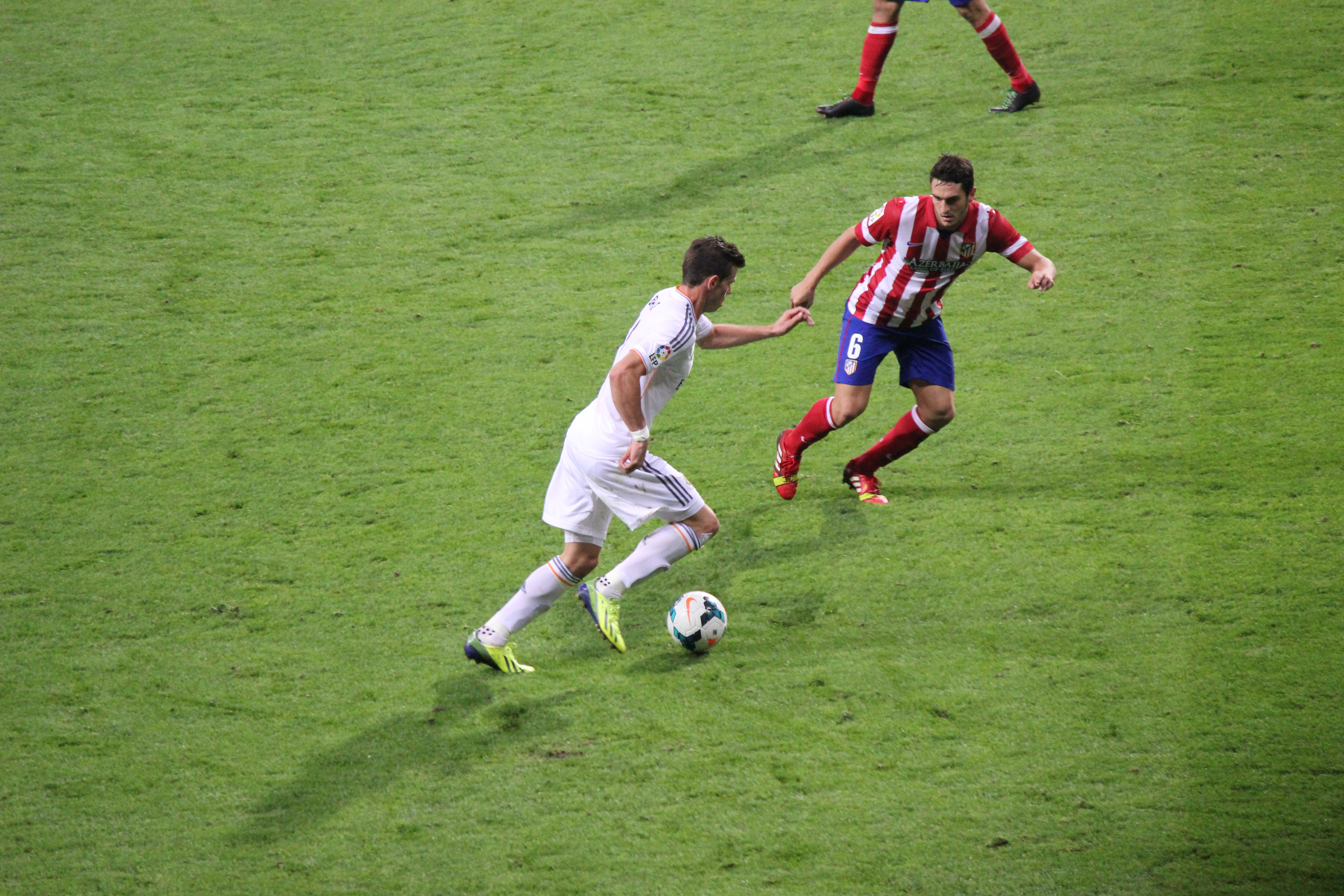
Az Atlético Madrid, és Koke ellen

Gareth Bale-t a szezon első felében sérülések sújtották; a Real Madrid első tizenhat meccséből ötöt kihagyott, és csak ugyanennyit játszott végig. Első bajnokiján a Villarreal ellen idegenben máris gólt szerzett, de a 2–2-re végződő mérkőzést nem játszotta végig. Második meccse a Galatasaray elleni idegenbeli Bajnokok Ligája-találkozó volt, bár csak az utolsó 26 percben kapott szerepet (6–1). Hazai pályán, a Santiago Bernabéu stadionban is bemutatkozott az Atlético Madrid elleni bajnokin, azonban a mérkőzést 1–0-ra elveszítették. Combsérülése miatt kihagyta a København és a Levante elleni találkozókat, és Málaga, illetve a Juventus elleni meccseken is csak néhány percet szerepelt. Élete első El Clásicóját október 26-án játszotta a Camp Nou-ban, de nem teljesített jól, a 61. percben le is cserélte Carlo Ancelotti. A mérkőzést a Barcelona nyerte 2–1-re, Bale teljesítményét pedig többen is kritizálták.
A következő fordulóban aztán megtört a jég, és a Sevilla ellen remekül játszott, 2 gólt is lőtt, egyet szabadrúgásból, csapata pedig 7–3-ra nyert otthon. A következő bajnokin két gólpasszal vette ki a részét a Rayo Vallecano elleni 3–2-re megnyert mérkőzésből. A Bajnokok Ligájában is megszerezte első gólját a spanyol klub színeiben, a Juventus ellen ő egyenlített, a végeredmény 2–2 lett. A Real Sociedad ellen gólpasszt adott Sami Khedirának (5–1), majd az Almería ellen negyedik bajnoki gólját is megszerezte a nyolcadik mérkőzésén (5–0). A Galatasaray ellen szabadrúgásból talált a kapuba, bár lecserélték, a Madrid így is nyert, mégpedig 4–1-re.
A Real Valladolid ellen megszerezte első mesterhármasát a Real Madrid színeiben. Ez egy úgynevezett "tökéletes mesterhármas" volt, hiszen mindkét lábával és fejjel is a kapuba talált. A Bajnokok Ligájában a nyolcaddöntő első meccsén a Schalke 04 ellen 2 gólt szerzett, csapata saját pályáján 6–1-re ütötte ki a német együttest, a visszavágón pedig 3–1-re nyertek. A Rayo Vallecano elleni bajnokin is két gólt szerzett, az egyiket a kaputól indulva, végig az egész pályán átrohanva szerezte. A BL-ben folytatta jó sorozatát, hiszen a Borussia Dortmund elleni negyeddöntőben már a 3. percben gólt szerzett (3–0), de a sima első meccs után végül örülhettek a továbbjutásnak a "királyiak", a Dortmund összesítésben majdnem ki tudott egyenlíteni (0–2). A bajnokságban betalált a Real Sociedad (4–0) és az Almería (4–0) ellen is.
A Spanyol Kupában az Atlético Madrid elleni párharcban kettős győzelemmel (3–0, 2–0) jutottak a fináléba. Ott aztán a Barcelona ellen nem akármilyen gólt szerzett: a 85. percben 1–1-re állt a mérkőzés, amikor Bale futott el a szélen, de Marc Bartra az alapvonalon túlra lökte, azonban a walesi játékos még a pályán kívül, majd a pályán is tovább futott, a tizenhatoson belülre érve pedig higgadtan, José Manuel Pinto lábai között lőtt a hálóba, a Madrid pedig megnyerte a meccset és egyben a Kupát is. A Bajnokok Ligájában a Bayern München kiejtésének (1–0, 4–0) köszönhetően jutottak a döntőbe. A lisszaboni mérkőzésen a rivális Atlético Madrid volt az ellenfél. Már eldőlni látszott a meccs, amikor a 93. percben Sergio Ramos egyenlített, és így újra nyitottá vált a találkozó. A második gólt pedig Bale szerezte, egy beadás után fejelt a kapuba, végül 4–1 lett, a Real Madrid pedig megnyerte a Bajnokok Ligáját, a klub története során tizedik alkalommal, ennek pedig Bale is a részese volt. A bajnokságot viszont az Atlético nyerte, a Real Madrid pedig a Barcelona mögött csak a 3. helyen végzett.
Első szezonja nem sikerült rosszul, 27 bajnokin 15 gólt lőtt, összesen pedig 22-szer talált a kapuba.

#### 2014–15

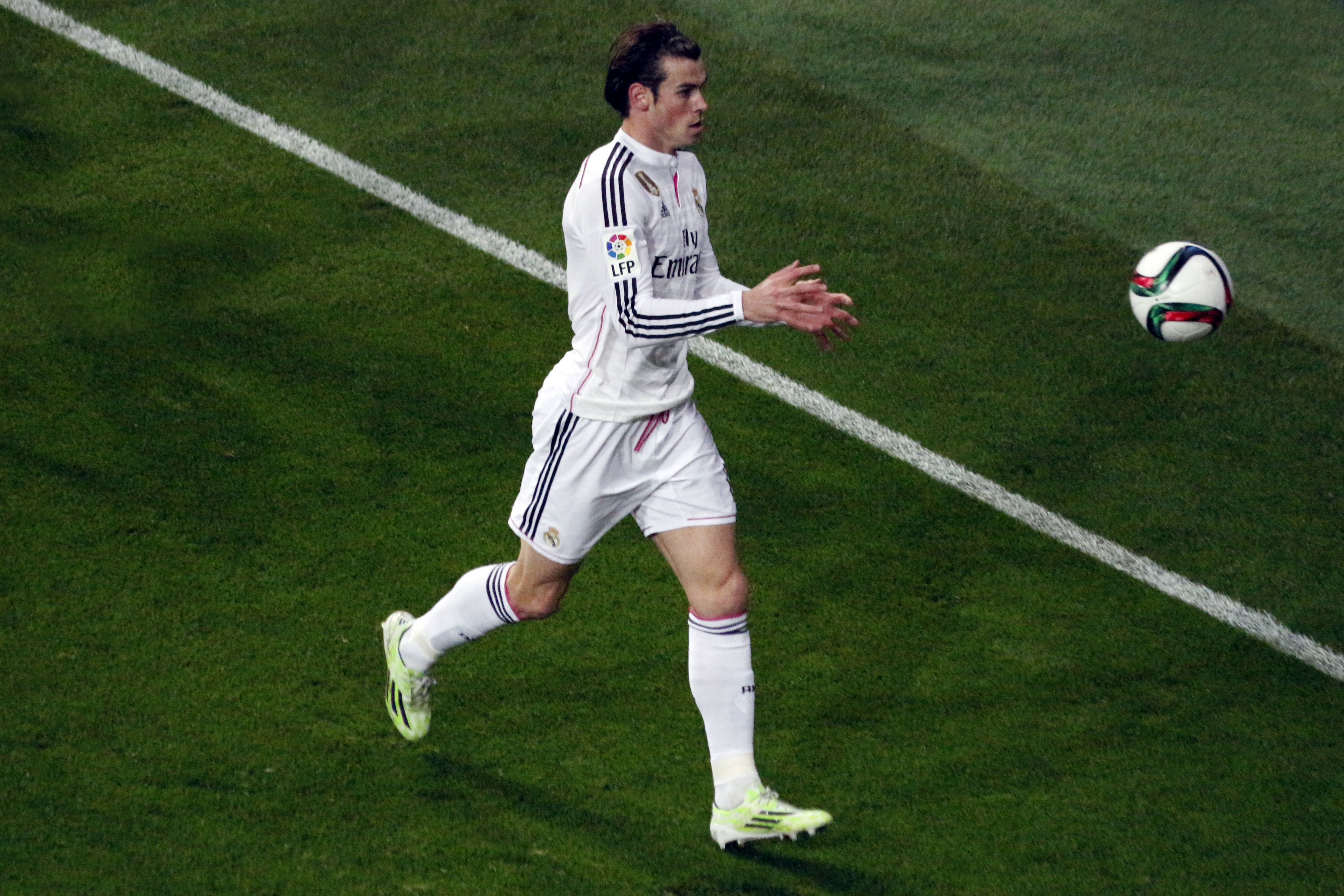
Egy 2015-ös mérkőzésen a Real Madridban

A szezon első meccsén Bale hazalátogatott az UEFA-szuperkupa miatt, ugyanis Cardiff-ben rendezték a Sevilla elleni mérkőzést. Jól játszott a mérkőzésen, és ő készítette elő az első gólt Cristiano Ronaldónak. A portugál duplájának köszönhetően 2–0-ra nyertek, ez volt Bale harmadik címe a spanyol csapattal. Első gólját a Real Sociedad ellen szerezte, azonban a Real 4–2-es vereséget szenvedett. A Deportivo La Coruña ellen azonban győztek, mégpedig 8–2-re idegenben, Bale pedig ezen a meccsen két gólt szerzett. BL-győzelmük miatt a FIFA-klubvilágbajnokságon is részt vehettek, a walesi játékos a Cruz Azul elleni elődöntőben (4–0), majd a San Lorenzo elleni döntőben is betalált, a Real pedig 2–0-ra nyert, így egy újabb címet gyűjtöttek be.
Előbb az Elche (5–1), majd a Rayo Vallecano (5–1) elleni találkozón is betalált, a Málaga ellen pedig ő döntötte el a három pont sorsát a 84. percben (2–1). A Bajnokok Ligájában a svájci Basel (5–1) és a bolgár Ludogorec Razgrad (4–0) kapuját vette be, de ebben a sorozatban már nem szerzett több gólt. Az Espanyol ellen szabadrúgásból vette be a kaput (3–0), majd a Getafe (3–0) után a Córdoba ellen zsinórban a harmadik bajnokiján is betalált, a 90. percben az ő büntetőből elért góljával nyerték meg a mérkőzést (2–1). Ám az Atlético Madrid elleni idegenbeli meccsen súlyos, 4–0-s vereséget szenvedtek, innentől pedig már sem a csapatnak, sem Bale-nek nem úgy ment, ahogy azelőtt, az Athletic Bilbao elleni vereséggel (0–1) pedig az első helyüket is elveszítették a tabellán. A Levante ellen duplázni tudott (2–0), ám az El Clásicót is elvesztették (1–2), Bale utána pedig már csak a Granada elleni 9–1-es, kiütéses győzelem alkalmával talált a kapuba a bajnokságban.
Az Espanyol elleni bajnokin a blancók szurkolói kifütyülték Bale-t, azért, mert önző volt és nem passzolt Ronaldónak. A játékost később Carlo Ancelotti megvédte ebben a kérdésben. A Málaga elleni mérkőzésen lábsérülést szenvedett.
A BL-ben kis híján a már nyolcaddöntőben kiestek a Schalke 04 ellen (2–0, 3–4), az Atlético-nak viszont visszavágtak a korábbi súlyos vereségért, még ha nehezen is ment (0–0, 1–0). Bale-nek már ezeken a meccseken sem ment igazán, az Atlético elleni második mérkőzést ki is hagyta sérülés miatt, és a helyette játszó Javier Hernández szerezte a győztes gólt, ami nem volt jó előjel a walesi számára. A Juventus elleni elődöntőre már visszatért, de csapatához hasonlóan nem teljesített jól, ezért nem jutottak be a döntőbe (1–2, 1–1). A Spanyol kupában a nyolcaddöntő volt a végállomás, a bajnokságban pedig a 2. helyet szerezték meg a Barcelona mögött.
Bale második szezonja nem sikerült igazán jól, 48 tétmérkőzésen lépett pályára, és 17 gólt szerzett, ráadásul a játéka sem volt az igazi, ezért távozás lehetősége is felmerült, több angol klubbal is szóba került a neve, de végül maradt.

#### 2015–16
Harmadik szezonját új edzővel kezdte meg, hiszen Carlo Ancelottit az idény után menesztették. Helyére Rafael Benítezt nevezték ki. Bale sokkal jobban kezdett, mint a legutóbbi szezonban, a Real Betis elleni duplával kezdte meg a gólgyártást (5–0). Ezt követően összeszedett egy sérülést, és a BL-csoportmeccseken csak két találkozón lépett pályára, bár egy gólpasszt így is kiosztott az ukrán Sahtar Doneck ellen (4–3). A bajnokságban csak a 13. fordulóban talált be legközelebb, az Eibar otthonában (2–0). Innentől viszont talán először játszott úgy, ahogy a Tottenham-ben, és ahogy azt elvárják tőle: a Getafe ellen is betalált (4–1), majd a Rayo Vallecano elleni 10–2-es, kiütéses győzelem alkalmával megszerezte első mesternégyesét is a Real Madridban, és még kiosztott egy gólpasszt is. Úgy tűnt, Benítez megtalálta Bale pozícióját a csapatban, többek szerint a spanyol szakembernek köszönhetően kezdett el újra formában játszani. A Real azonban több fontos pontot is elhullajtott, ezért a 2016. január 3-i Valencia ellen elért 2–2 után menesztették Rafa Benítezt. Ezen a meccsen a walesi játékos is gólt szerzett.
Az új edző a korábbi klasszis Zinédine Zidane lett, akivel szintén folytatta jó sorozatát a walesi szélső. A Deportivo ellen második mesterhármasát érte el a spanyol klub színeiben (5–0), majd a Sporting Gijón ellen is betalált (5–1). Ebben az időszakban ő számított a topligák legjobban fejelő játékosának, 7 gólt is szerzett fejjel. Utóbbi mérkőzésen még a félidőben le kellett cserélni sérülés miatt, ezért több mint egy hónapos kihagyásra kényszerült. A Celta Vigo elleni visszatérése alkalmával csereként beállva gólt szerzett, ő szerezte a mérkőzés utolsó találatát (7–1). A Bajnokok Ligájába visszatérve bő egy órát kapott kezdőként az AS Roma ellen.
Mivel a Sevilla otthoni, 4–0-s legyőzésekor is a kapuba talált, megszerezte negyvenharmadik spanyolországi gólját, ezzel ő lett a spanyol bajnokság történetének leggólerősebb brit játékosa, Gary Lineker 42 gólos rekordját átadva a múltnak. A Barcelona idegenbeli legyőzése alkalmával győztes gólt érő passzt adott Cristiano Ronaldónak, a Getafe ellen pedig megszerezte szezonbeli 16. gólját. A Villarreal ellen kisebb sérülés miatt nem játszhatott, ám a Rayo Vallecano ellen visszatért, a Real Madrid 2–0-s hátrányból felállva nyerte meg a meccset. Bale előbb szépítő, majd győztes gólt szerzett (3–2).
A Manchester City elleni Bajnokok Ligája visszavágón az ő Fernandón megpattanó találatával dőlt el a döntőbe jutás sorsa. A döntőben az Atletico Madrid ellen a 15. perc után Toni Kroos tekerte be a labdát, a walesi megcsúsztatta azt, Sergio Ramos pedig a kapuba kotorta. A mérkőzés végül büntetőkkel dőlt el, Bale értékesítette a saját tizenegyesét. A Real Madriddal másodjára hódította el a BL-trófeát 3 éven belül. Az idény során 19 gólt szerzett klubjában, csak a bajnoki mérkőzéseken volt eredményes.

#### 2016–17
A szezon első tétmeccsén a Real Madrid megnyerte az UEFA-szuperkupát az Európa-liga győztes Sevilla ellenében. Az Európa-bajnoki részvétel miatt több fontos játékos nem játszott a találkozón, így Bale sem. A bajnoki nyitányon a Real Sociedad ellen már a második percben megszerezte a vezetést, majd a hosszabbításban is betalált (3–0). A Bajnokok Ligájában a Borussia Dortmund otthonában sarokkal adott gólpasszt Cristiano Ronaldónak (2–2), majd az Eibarnak is gólt rúgott (1–1). A Real négyes döntetlen-sorozatba került, de győzelmeikkel maradtak a tabella első helyén. A Legia Warszawa ellen gólt szerzett a BL-ben (5–1), majd ő ellenük a második mérkőzésen egy bombagóllal megszerezte a Madrid történelmének leggyorsabb gólját az elitsorozatban, 56 másodperc elteltével. Végül csalódást keltő döntetlent értek el a zárt kapuk mögött játszó lengyelek otthonában (3–3). A bajnokságban duplázott a Leganés ellen (3–0).
Október 30-án aláírt egy 2022-ig szóló szerződést. November 22-én a Sporting CP elleni BL-meccsen (2–1) bokasérülést szenvedett. Hamar kiderült, hogy 2016-ban már nem léphet pályára, majd később az is, hogy legalább 3 hónapot ki kell hagynia. Hosszú kihagyás után, február 18-án az Espanyol ellen tért vissza, csereként beállva gólt is szerzett a 2–0-ra végződő mérkőzésen.

#### 2017–18
Bale-t az előző szezonhoz hasonlóan az idény első felében megint sérülések hátráltatták és ezekkel ki is került a kezdőcsapatból. Novembertől kezdve kezdte újra megtalálni önmagát de ezt legtöbbször csereként mutathatta meg. 38 Laliga meccsből mindössze 26-on lépett pályára, leginkább csereként. 16 gólig jutott a Spanyol bajnokságban. Áprilisban kezdte meg a gólgyártást, a Leganés ellen rúgott egy gólt majd a Barcelona elleni kezdő csapatban is szerepelt ahol egy góllal mutatta meg hogy ott a helye. 1 hónap alatt 5 gólt szerzett a bajnokságban.
Év végére újra megtalálta magát a walesi gyorsvonat, így mindenki azt várta, hogy a Liverpool ellen ott legyen a Bajnokok Ligája döntőben. Végül Zinédine Zidane (a Real Madrid akkori edzője) Iscot választotta helyette, elmondása szerint nagyon dűhös volt akkor. A 61. percben csereként állt be majd a 63. percben már be is ollózta a kapuba a labdát, talán pályafutásának addigi legszebb gólját szerezte. A 83. percben a felező vonaltól nem messze felívelte a labdát majd Loris Karius, a Liverpool kapusa beütötte a saját kapujába így a Real Madrid 3-1 re állt Bale 2 góljával. A meccs lefújása után csereként beállva őt választották a meccs emberének, de nem sokáig volt nagy az öröm ugyanis Cristiano Ronaldo után ő is elmondta hogy a nyár folyamán távozhat. Negyedik alkalommal nyerte meg a Real Madrid színeiben a Bajnokok Ligáját.

### Válogatott

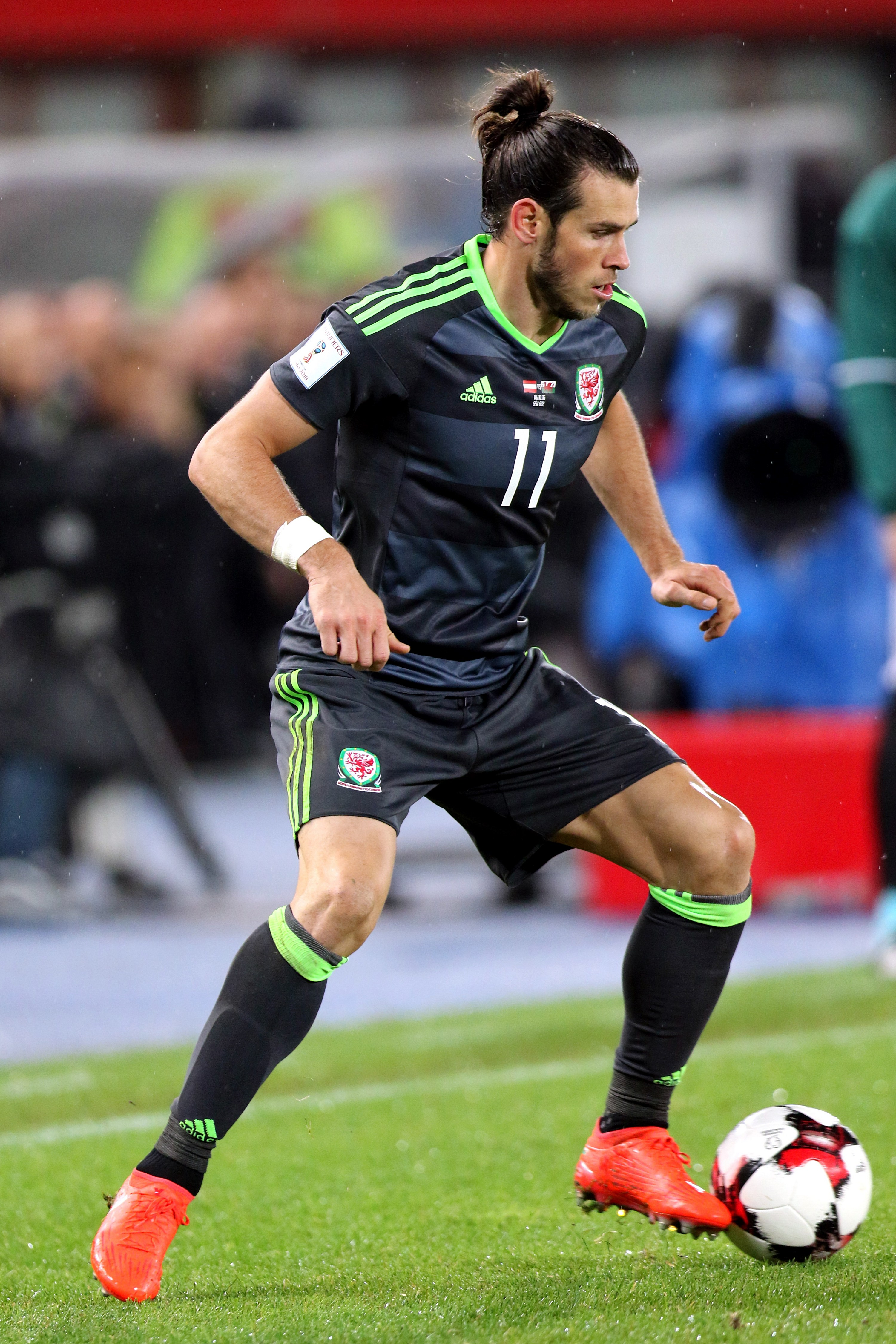
Az osztrák válogatott elleni meccsen

A walesi felnőtt válogatottban a 2005–06-os szezon végén mutatkozott be. Első mérkőzését 2006. május 27-én játszotta csereként beállva Trinidad és Tobago ellen. Ezzel ő lett a legfiatalabb játékos, aki valaha a walesi válogatottban játszott; mindössze 16 éves és 315 napos volt, amivel megdöntötte Lewin Nyatanga három hónapos rekordját. A mérkőzésen ő készítette elő a győztes gólt Robert Earnshaw-nak.
2006. október 7-én ő lett a legfiatalabb játékos, aki gólt lőtt a felnőtt válogatottban; Bale egy Európa-bajnoki selejtezőn volt eredményes Szlovákia ellen, szabadrúgásból. Második gólját San Marino ellen szerezte 2007. március 28-án. Azóta már túl van a 60 válogatottságon, és 26 gólt szerzett, 2-re van a walesi csúcstól.

#### 2016-os Európa–bajnokság
Selejtező
2014. szeptember 9-én egy fejes– és egy szabadrúgás góllal járult hozzá a 2–1-es Andorra elleni győzelemhez az első kvalifikációs meccsen. 14 góljával beérte John Hartsont és 10. helyre lépett a walesi örök góllövőlistán. 2015. március 28-án az Izrael elleni 3–0-s győzelem alkalmával 2 góllal járult hozzá a sikerhez. Június 12-én győztes gólt szerzett Belgium ellen (1–0).
2015. szeptember 3-án Ciprust is legyőzték 1–0-ra, ez pedig azt jelentette, hogy sikerült elérnie azt, amit például Ryan Giggs-nek nem: kijutott Wales-szel egy világtornára. Ez Magyarországhoz hasonlóan Walesnek is az 1986-os világbajnokság után először sikerült. Európa-bajnokságra pedig történetük során először. Október 13-án hetedik gólját szerezte meg a sorozat alatt Andorra ellen (2–0). A Real Madrid szélsője igazi vezére lett az együttesnek, és kitett magáért a selejtező során; 7 góllal és 2 gólpasszal vette ki a részét a menetelésből, s tekintve, hogy a válogatott összesen 11-ig jutott, ez elég meghatározó része.
A torna
A walesi válogatott a B csoportba került, ellenfeleik Anglia, Oroszország és Szlovákia voltak.
A szlovákok ellen kezdtek, és Bale szabadrúgásával megszerezte Wales történetének első Európa-bajnoki gólját. A meccset 2–1-re nyerték. Az angolok ellen is egy szabadrúgással szerezte meg a vezetést, bár ehhez kellett Joe Hart kapus hibája is. A meccset egy hosszabbításban szerzett angol góllal vesztették el (1–2). Bale az első két csoportmérkőzésén két szabadrúgás gólt ért el, ezzel ő lett Michel Platini és Thomas Häßler után a harmadik játékos, aki egy Európa-bajnoki tornán egynél több szabadrúgás gólt ért el. Egy csoportkörön belül viszont még senki nem rúgott két gólt szabadrúgásból. Az Oroszország elleni meccsen egy sima győzelemmel – közte egy Bale-góllal – megszerezték a csoport első helyét és a továbbjutást (3–0).
A nyolcaddöntőben egy ő beadását követő északír öngóllal nyertek 1–0-ra. A negyeddöntőben a torna egyik esélyesének tartott Belgium ellen remek meccset játszottak, és nagy meglepetésre nyertek 3–1-re. Ezzel már biztossá vált az éremszerzés, a döntőbe jutás viszont nem jött össze a végső győztes Portugália ellen (0–2). Bale viszont a walesi csapat egyik legjobbjaként bronzérmet tudott szerezni élete első nagy tornáján.

#### 2012-es nyári olimpia
A 2012. évi nyári olimpiai játékok lehetőséget nyújtott Bale-nek, hogy részt vegyen a labdarúgó-tornán, mégpedig Nagy-Britannia színeiben. Azt mondta, szeretne játszani, ennek volt, aki örült, volt aki nem. Jonathan Ford, a walesi szövetség vezérigazgatója azt mondta, hogy Bale walesi, nem pedig brit, ezért nem támogatják a szereplését, viszont neki is megvannak a saját döntései. Bale szóvivője szerint mivel a játékos 100%-ig walesi, ezért brit is.
Az olimpiai szereplés végül Bale sérülése miatt meghiúsult, és nem lépett pályára a brit válogatottban.

## Játékstílusa

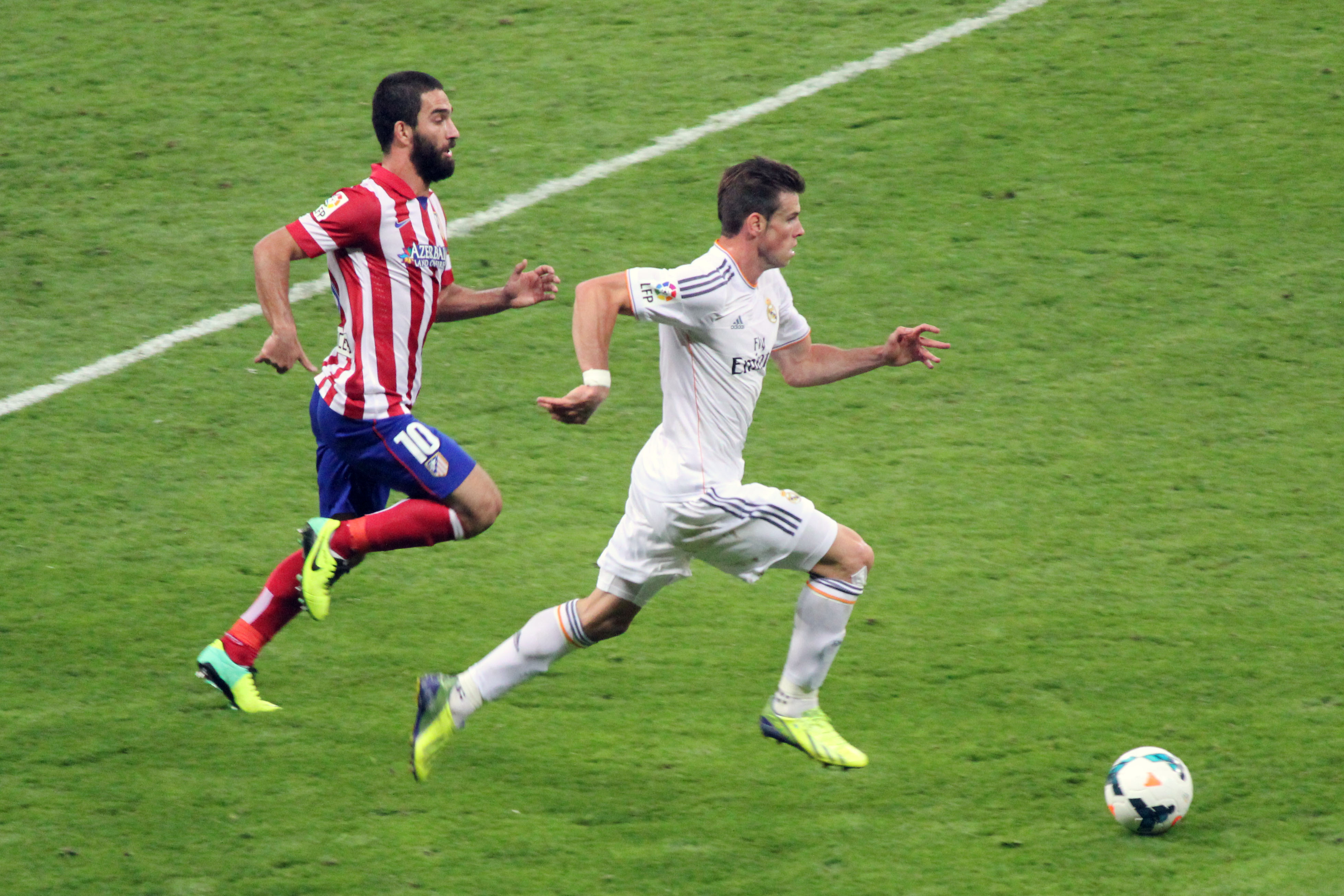
Arda Turan ellen

Bale legfőbb erényei a sebesség, a remek rúgótechnika és a szabadrúgások. A világ leggyorsabb játékosai között tartják számon, hozzá hasonlóan Pierre-Emerick Aubameyangot és Marco Reus-t szokták ebben kiemelni. Legnagyobb, mérkőzésen mért sebessége 36,9 km/h. Kiválóak a fizikai képességei, az állóképessége és a szabadrúgásai. Utóbbival kapcsolatban érdemes kiemelni, hogy egy Olympique Lyon elleni mérkőzésen két gólt is szerzett szabadrúgásból. Szorgalmas, dinamikus játékos, jól érzi a labdát és a kaput is. A Real Madridban vált az egyik specialitásává a nagy bedobás.
Ballábas, de gyengébbik lábával sem lő rosszul. Számos távoli gólt szerzett már karrierje során, és futómennyisége is átlagon felüli. A 2013–14-es szezonban a statisztika szerint Cristiano Ronaldónál is hatékonyabban végzi el a szabadrúgásokat.
Karrierjét balhátvédként kezdte, Harry Redknapp kezdte el játszatni egy sorral feljebb, ezután pedig balszélsőként szerepelt. Ezen a poszton érte el karrierje eddig legjobb szezonját, hiszen 21 angol bajnoki gólt szerzett a 2012–13-as szezonban. A Real Madridnál Cristiano Ronaldo miatt került át a másik oldalra, így a spanyol klubnál jobbszélsőként számolnak vele. A gólokat így is elvárják tőle, de gólpasszok terén sem áll rosszul. A spanyol klubnál 2 szezon után elérte a 100 tétmérkőzést, ez idő alatt szerzett 41 gólt, és kiosztott 36 gólpasszt. Már a Southampton-ban is jó szabadrúgáslövőnek számított, nem egy gólt lőtt ilyen szituációból. Korábban hátvéd létére gyakran felzárkózott a támadásokhoz, 45 mérkőzésen 5 gól és 12 gólpassz nem rossz egy balhátvédtől. A Spurs-nél is sokat támadott még védő korában. Bale eddigi karrierje során 4 mesterhármast és egy mesternégyest szerzett, 2–2 tripla a Tottenham-ben és a Real Madrid-ban, és a 4 gólos találkozója is a spanyol klub színeiben volt. Az aktuális klubja riválisai ellen sem teljesít rosszul, korábban szerzett gólokat az Arsenal ellen, és van gólja már az el Clásico-n is.
A válogatottban a csatár mögötti pozícióban szokott általában játszani, Chris Coleman szövetségi kapitány így akarja kizárni, hogy a csapat túlságosan egy oldalra koncentráljon, ami ellen könnyebb védekezni. Bale középen sokkal nagyobb területen, szabadabban mozoghat, és így is eredményes tud lenni.

## Vélemények
A Southampton-ban és a Tottenham-ben is több dicséretet kapott, többek között szorgalma, alázata és főleg teljesítménye miatt. Amikor az utolsó angliai szezonjában 21 gólt szerzett, és a szezon legjobb játékosának választották, mindenki potenciális Aranylabdásként kezelte: a szakértők, az edzők, a szurkolók és a piac is. Ezért is kellett mélyen a zsebébe nyúlnia a Real Madrid-nak, és világcsúcsot jelentő összeget kifizetnie érte.
A többség úgy tartja, nem ér 101 millió eurót, van, aki szerint nem csak ő, senki sem ér ennyit. Úgy vélik, Cristiano Ronaldo már sokszorosan visszafizette az árát, míg Bale eddigi szezonjai közül egyik sem volt kiemelkedő, és ára ellenére sem lesz képes annyi gólra, mint a portugál. Míg a walesi két szezon alatt nem jutott el 30 bajnoki gólig, addig a portugálnak egy alatt a 40 sem jelent akadályt. Ha Bale lenne Ronaldo szerepében, és minden körülötte forogna, lehet, hogy másképp lenne. Sokan kritizálták, hogy a fontos mérkőzéseken rendre gyengébb teljesítményt nyújt, és nagy helyzeteket puskáz el. Vannak azonban, akik szerint megérdemli az esélyt.
Korábbi edzője, Harry Redknapp elmondta, hogy idegesítette őt, hogy Bale állandóan a hajával foglalkozott. A walesi játékost úgy tartják számon, mint a világ legjobb szélsőinek egyikét, korábban kapott dicséretet Luís Figótól, José Mourinhótól, Igor Štimac-tól és Dani Alves-től is. A korábbi Liverpool játékos Mark Lawrenson szerint Bale különleges labdarúgó, mivel nagyon jók a pontrúgásai, a bal lába és a sebessége. Az utolsó angliai szezonja után Cristiano Ronaldo-hoz és Lionel Messi-hez hasonlították.
A 2015–16-os szezonban teljesítménye miatt már nagyrészt dicséretekkel illetik, és a pályán is sokkal jobban érti meg egymást csatártársaival, Karim Benzemával és Cristiano Ronaldóval. Ők hárman együtt alkotják a BBC-t (Bale, Benzema, Cristiano), a brit műsorszolgáltató után szabadon.

## Statisztika

### Klubcsapatokban
2021. augusztus 28-án lett frissítve.
| Klub                           | Szezon         | Bajnokság | Bajnokság | Kupa  | Kupa  | Ligakupa | Ligakupa | Nemzetközi | Nemzetközi | Egyéb | Egyéb | Összesen | Összesen |
| Klub                           | Szezon         | Mérk.     | Gólok     | Mérk. | Gólok | Mérk.    | Gólok    | Mérk.      | Gólok      | Mérk. | Gólok | Mérk.    | Gólok    |
| ------------------------------ | -------------- | --------- | --------- | ----- | ----- | -------- | -------- | ---------- | ---------- | ----- | ----- | -------- | -------- |
| Southampton                    | 2005–06        | 2         | 0         | 0     | 0     | 0        | 0        | 0          | 0          | 0     | 0     | 2        | 0        |
| Southampton                    | 2006–07        | 38        | 5         | 1     | 0     | 3        | 0        | 0          | 0          | 1     | 0     | 43       | 5        |
| Southampton                    | Összesen       | 40        | 5         | 1     | 0     | 3        | 0        | 0          | 0          | 1     | 0     | 45       | 5        |
| Tottenham Hotspur              | 2007–08        | 8         | 2         | 0     | 0     | 1        | 1        | 3          | 0          | 0     | 0     | 12       | 3        |
| Tottenham Hotspur              | 2008–09        | 16        | 0         | 2     | 0     | 5        | 0        | 7          | 0          | 0     | 0     | 30       | 0        |
| Tottenham Hotspur              | 2009–10        | 23        | 3         | 8     | 0     | 3        | 0        | 0          | 0          | 0     | 0     | 34       | 3        |
| Tottenham Hotspur              | 2010–11        | 30        | 7         | 0     | 0     | 0        | 0        | 11         | 4          | 0     | 0     | 41       | 11       |
| Tottenham Hotspur              | 2011–12        | 36        | 9         | 4     | 2     | 0        | 0        | 2          | 1          | 0     | 0     | 42       | 12       |
| Tottenham Hotspur              | 2012–13        | 33        | 21        | 2     | 1     | 1        | 1        | 8          | 3          | 0     | 0     | 44       | 26       |
| Tottenham Hotspur              | Összesen       | 146       | 42        | 16    | 3     | 10       | 2        | 31         | 8          | 0     | 0     | 203      | 55       |
| Real Madrid                    | 2013–14        | 27        | 15        | 5     | 1     | —        | —        | 12         | 6          | 0     | 0     | 44       | 22       |
| Real Madrid                    | 2014–15        | 31        | 13        | 2     | 0     | —        | —        | 10         | 2          | 5     | 2     | 48       | 17       |
| Real Madrid                    | 2015–16        | 23        | 19        | 0     | 0     | —        | —        | 8          | 0          | —     | —     | 31       | 19       |
| Real Madrid                    | 2016–17        | 19        | 7         | 0     | 0     | —        | —        | 8          | 2          | 0     | 0     | 27       | 9        |
| Real Madrid                    | 2017–18        | 26        | 16        | 2     | 1     | —        | —        | 7          | 3          | 4     | 1     | 39       | 21       |
| Real Madrid                    | 2018–19        | 29        | 8         | 3     | 0     | —        | —        | 7          | 3          | 3     | 3     | 42       | 14       |
| Real Madrid                    | 2019–20        | 16        | 2         | 1     | 1     | —        | —        | 3          | 0          | 0     | 0     | 20       | 3        |
| Real Madrid                    | 2021–22        | 3         | 1         | 0     | 0     | —        | —        | 0          | 0          | 0     | 0     | 3        | 1        |
| Real Madrid                    | Összesen       | 174       | 81        | 13    | 3     | —        | —        | 55         | 16         | 12    | 6     | 254      | 105      |
| Tottenham Hotspur (kölcsönben) | 2020–21        | 20        | 11        | 2     | 1     | 2        | 1        | 10         | 3          | —     | —     | 34       | 16       |
| Teljes karrier                 | Teljes karrier | 380       | 139       | 32    | 7     | 15       | 3        | 96         | 27         | 13    | 6     | 536      | 182      |

### Válogatottban
2022. június 25-en lett frissítve.
| Wales    | Wales | Wales |
| Év       | Mérk. | Gólok |
| -------- | ----- | ----- |
| 2006     | 4     | 1     |
| 2007     | 7     | 1     |
| 2008     | 5     | 0     |
| 2009     | 7     | 0     |
| 2010     | 4     | 1     |
| 2011     | 6     | 3     |
| 2012     | 5     | 3     |
| 2013     | 5     | 2     |
| 2014     | 5     | 3     |
| 2015     | 6     | 5     |
| 2016     | 11    | 7     |
| 2017     | 3     | 0     |
| 2018     | 6     | 5     |
| 2019     | 9     | 2     |
| 2020     | 4     | 0     |
| 2021     | 13    | 3     |
| 2022     | 6     | 3     |
| Összesen | 106   | 39    |

## Magánélete
Madridban él élettársával, és egyben középiskolai szerelmével, Emma Rhys-Jones-szal. 2012. október 21-én Cardiff-ben született meg első gyermekük, Alba Violet. 2016. március 22-én második lányuk született meg, Nava Valentina névvel. Egy testvére van, Vicky.
Az EA Sports FIFA-videójáték sorozat borítóin is szerepel, a FIFA 14-be bekerült elhíresült gólöröme, a kezeivel szívet formázás. Bale támogatói az Adidas, az EA Sports, a Lucozade, és a BT Sport. Szerepelt már Adidas reklámokban, 2014 márciusában ő volt az első játékos, aki viselte az Adidas F50 Crazylights futballcsukát. Egyes források szerint a Real Madrid második legjobban kereső játékosa Cristiano Ronaldo után.
2014 novemberében részt vett egy ebola elleni kampányban, erre az eseményre a világ minden tájáról hívtak meg labdarúgókat, és többek közt részt vett ezen Cristiano Ronaldo, Neymar, Xavi, vagy éppen Didier Drogba. A Nemzetközi (FIFA) és az Afrikai Labdarúgó-szövetség (CAF) közösen szervezte meg a rendezvényt, hogy felhívják a figyelmet a betegség elleni küzdelemre.
Nagyon szeret golfozni, saját pályája is van a kertjében. Aktív a közösségi oldalakon is, a Facebookon több mint 25 millió, a Twitteren több mint 7 millió, az Instagramon pedig több mint 21 millió követője van.

## Sikerei, díjai

### Klub
Tottenham Hotspur
- Angol ligakupa döntős: 2008–09

Real Madrid

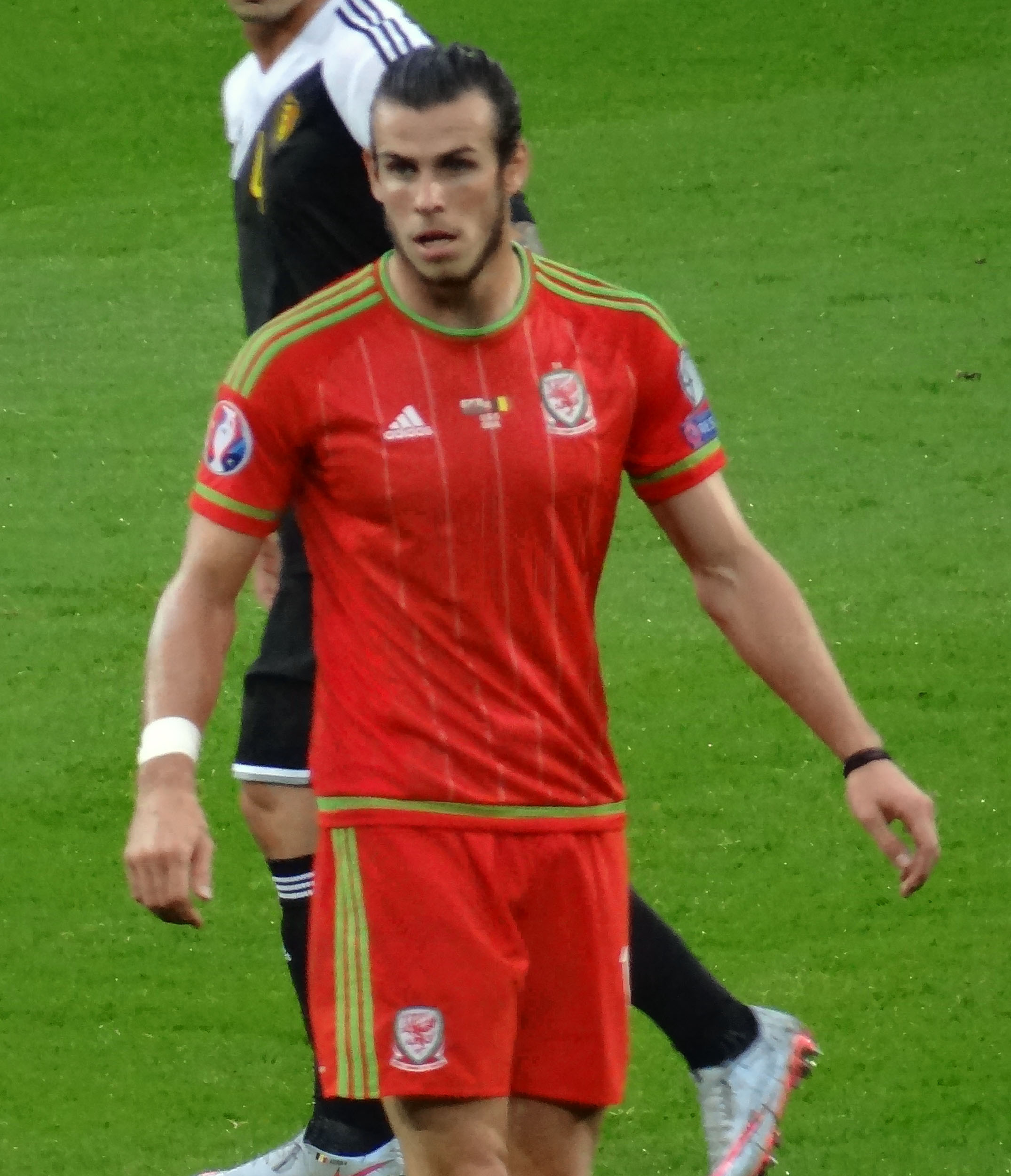
Bale egy Belgium elleni mérkőzésen

- Spanyol bajnok (3) : 2016–17, 2019–20, 2021−22
- Spanyol kupa (1): 2013–14
- Spanyol szuperkupa (1): 2017
- UEFA-bajnokok ligája (5): 2013–14, 2015–16, 2016–17, 2017–18 , 2021–22
- UEFA-szuperkupa (3): 2014, 2016, 2017
- FIFA-klubvilágbajnokság (3): 2014, 2017, 2018,

### Válogatott
- Labdarúgó-Európa-bajnokság:
  - Bronzérmes: 2016

### Egyéni
- FAW év legjobb fiatal labdarúgója: 2007
- Tottenham Hotspur év legjobb fiatal játékosa: 2009–10, 2010–11
- Az év legjobb walesi labdarúgója: 2010, 2011, 2013, 2014, 2015, 2016
- BBC az év walesi sportszemélyisége: 2010
- BBC az év walesi fiatal sportembere; Carwyn James díj: 2006
- Premier League PFA-év csapata: 2010–11, 2011–12, 2012–13
- PFA az év angol labdarúgója: 2010–11, 2012–13
- PFA az év legjobb fiatal labdarúgója: 2012–13
- FWA az év legjobb labdarúgója: 2012–13
- ESM az év csapata tag: 2013
- UEFA az év csapata tag: 2011, 2013
- The Football Manager az év csapata tag: 2015
- UEFA-bajnokok ligája év csapata: 2015–2016
- Premier League a hónap játékosa: 2010. április, 2012. január, 2013. február
- BBC a hónap legszebb gólja: 2010. augusztus, 2013. január–február